# (2880) Nihondaira
(2880) Nihondaira ist ein Asteroid des Hauptgürtels, der am 8. Februar 1983 vom japanischen Astronomen Tsutomu Seki am Geisei-Observatorium (IAU-Code 372) in der Präfektur Kōchi entdeckt wurde.
Der Asteroid wurde nach dem Nihondaira-Observatorium (IAU-Code 385) in der Präfektur Shizuoka benannt, an dem der Amateurastronom Takeshi Urata die Mehrzahl seiner Entdeckungen machte.